# 문장 (잡지)
《문장》(文章)은 일제강점기의 문학 잡지로, 1939년 2월에 창간되어 1941년 4월에 폐간되었다. 
정지용(시), 이태준(소설), 이병기(시조)를 추천위원으로 해 신인 발굴에 힘쓰고, 국어학자들(이희승, 이병기, 최현배 등)의 논문을 발표하기도 했다.
1939년을 전후하여 《문장》과 《인문평론(人文評論)》의 양대 순문예지가 출현하여 일제 말기의 민족 수난기에 있어서 최후의 보루(堡壘) 역할을 했다. 이 두 잡지는 문학사적으로 큰 공적을 남겼는데 1941년 4월 일제의 탄압으로 폐간될 때까지 한국 현대문학을 이끌고 나간 유일한 작품활동의 무대였다. 이 두 문예지를 통하여 문학사에 남을 허다한 주옥편이 형성되었거니와, 특히 이 두 잡지가 발굴한 신인들의 활동은 괄목할 만한 것이었다. 
《문장》지의 추천제도를 통하여 나온 작가와 작품을 들면, 곽하신의 〈나그네〉(1940), 〈신작로〉(1941), 최태응(崔泰應)의 〈바보 용칠이〉(1939), 〈봄〉(1939), 〈항구〉(1940), 임옥인의 〈봉선화〉(1939), 〈후처기(後妻記)〉(1940), 〈고독〉(1940) 등이 있다. 다수의 유능한 시인들도 배출했는데, 박두진, 조지훈, 박목월, 김종한, 박남수, 이한직(李漢稷) 등이며 이들은 광복 후의 재생하는 문단에 활력을 불어넣은 전위적 역할을 담당했다. 
박두진, 조지훈, 박목월 등 청록파 시인들을 추천해 등단하게 하였다.
기성작가의 작품으로는 이광수의 〈무명〉이 창간호에 발표되었다. 